# Pogopus mictochroma
Pogopus mictochroma är en fjärilsart som beskrevs av Dyar 1914. Pogopus mictochroma ingår i släktet Pogopus och familjen nattflyn. Inga underarter finns listade i Catalogue of Life.